# Saison 2 de Drag Race Holland
La deuxième saison de Drag Race Holland est diffusée pour la première fois le 6 août 2021 sur la chaîne Videoland aux Pays-Bas et sur WOW Presents Plus à l'international
En février 2021, l'émission est renouvelée pour sa deuxième saison. Le casting est composé de dix nouvelles candidates et est annoncé le 27 juillet 2021 sur Instagram sur le compte officiel de l'émission.
La gagnante de la saison reçoit un stand pour le Milkshade Festival de 2022 et 15 000 euros.
La gagnante de la saison est Vanessa Van Cartier, avec pour seconde My Little Puny.

## Candidates
Les candidates de la deuxième saison de Drag Race Holland sont :
(Les noms et les âges donnés sont ceux annoncés au moment de la compétition.)
|            |                     | Nom                  | Âge | Résidence                                    | Classement  |
| ---------- | ------------------- | -------------------- | --- | -------------------------------------------- | ----------- |
| Candidates | Vanessa Van Cartier | Vanessa Crokaert     | 41  | Rotterdam, Hollande-Méridionale, Pays-Bas    | Gagnante    |
| Candidates | My Little Puny      | Boris Shreurs        | 38  | Amsterdam, Hollande-Septentrionale, Pays-Bas | Seconde     |
| Candidates | Vivaldi             | Tim Loohuis          | 22  | Enschede, Overijssel, Pays-Bas               | 3ème place  |
| Candidates | Keta Minaj          | Bobby Snijder        | 40  | Amsterdam, Hollande-Septentrionale, Pays-Bas | 4ème place  |
| Candidates | Tabitha             | Edson de Randamie    | 46  | Amsterdam, Hollande-Septentrionale, Pays-Bas | 5ème place  |
| Candidates | The Countess        | Tom Haegens          | 21  | Amsterdam, Hollande-Septentrionale, Pays-Bas | 6ème place  |
| Candidates | Ivy-Elyse           | RyanTino Troenokarso | 35  | Amsterdam, Hollande-Septentrionale, Pays-Bas | 7ème place  |
| Candidates | Love Masisi         | Pierre Alexandre     | 43  | Amsterdam, Hollande-Septentrionale, Pays-Bas | 8ème place  |
| Candidates | Reggy B             | Bram Louts           | 25  | Amsterdam, Hollande-Septentrionale, Pays-Bas | 9ème place  |
| Candidates | Juicy Kutoure       | Mishel Bronx         | 24  | Amsterdam, Hollande-Septentrionale, Pays-Bas | 10ème place |

## Progression des candidates
|            |                     | Épisode | Épisode | Épisode | Épisode | Épisode | Épisode | Épisode | Épisode           |
| 1          | 2                   | 3       | 4       | 5       | 6       | 7       | 8       |         |                   |
| ---------- | ------------------- | ------- | ------- | ------- | ------- | ------- | ------- | ------- | ----------------- |
| Candidates | Vanessa Van Cartier | HIGH    | SAFE    | SAFE    | LOW     | WIN     | LOW     | SAFE    | GAGNANTE          |
| Candidates | My Little Puny      | HIGH    | SAFE    | SAFE    | WIN     | BTM3    | HIGH    | WIN     | SECONDE           |
| Candidates | Vivaldi             | HIGH    | HIGH    | WIN     | SAFE    | HIGH    | BTM2    | BTM2    | ÉLIMINÉE          |
| Candidates | Keta Minaj          | WIN     | SAFE    | WIN     | HIGH    | HIGH    | WIN     | ELIM    | INVITÉE           |
| Candidates | Tabitha             | SAFE    | LOW     | LOW     | HIGH    | BTM3    | ELIM    |         | MISS CONGENIALITY |
| Candidates | The Countess        | SAFE    | WIN     | SAFE    | BTM2    | ELIM    |         |         | INVITÉE           |
| Candidates | Ivy-Elyse           | LOW     | BTM2    | BTM2    | ELIM    |         |         |         | INVITÉE           |
| Candidates | Love Masisi         | SAFE    | HIGH    | ELIM    |         |         |         |         | INVITÉE           |
| Candidates | Reggy B             | BTM2    | ELIM    |         |         |         |         |         | INVITÉE           |
| Candidates | Juicy Kutoure       | ELIM    |         |         |         |         |         |         | INVITÉE           |

 La candidate a gagné Drag Race Holland.
 La candidate est arrivée seconde.
 La candidate a été éliminée lors de l'épisode final.
 La candidate a été élue Miss Congeniality.
 La candidate a gagné le défi.
 La candidate a reçu des critiques positives des juges et a été déclarée sauve.
 La candidate a reçu des critiques des juges mais a été déclarée sauve.
 La candidate a reçu des critiques négatives des juges mais a été déclarée sauve.
 La candidate a été en danger d'élimination.
 La candidate a été éliminée.

## Lip-syncs
| Épisode | Candidate                                   | vs.                                         | Candidate                                   | Chanson                          | Artiste        | Candidate éliminée |
| ------- | ------------------------------------------- | ------------------------------------------- | ------------------------------------------- | -------------------------------- | -------------- | ------------------ |
| 1       | Juicy Kutoure                               | vs.                                         | Reggy B                                     | "Physical"                       | Dua Lipa       | Juicy Kouture      |
| 2       | Ivy-Elyse                                   | vs.                                         | Reggy B                                     | "Don't Leave Me This Way"        | Thelma Houston | Reggy B            |
| 3       | Ivy-Elyse                                   | vs.                                         | Love Masisi                                 | "It's All Coming Back to Me Now" | Céline Dion    | Love Masisi        |
| 4       | Ivy-Elyse                                   | vs.                                         | The Countess                                | "Free Your Mind"                 | En Vogue       | Ivy-Elyse          |
| 5       | My Little Puny vs. Tabitha vs. The Countess | My Little Puny vs. Tabitha vs. The Countess | My Little Puny vs. Tabitha vs. The Countess | "Call Me Mother"                 | RuPaul         | The Countess       |
| 6       | Tabitha                                     | vs.                                         | Vivaldi                                     | "Lekker met de meiden"           | Merol          | Tabitha            |
| 7       | Keta Minaj                                  | vs.                                         | Vivaldi                                     | "Don't Stop Me Now"              | Queen          | Keta Minaj         |
| 8       | My Little Puny                              | vs.                                         | Vanessa Van Cartier                         | "This Is My Life"                | Shirley Bassey | My Little Puny     |

 La candidate a été éliminée après sa première fois en danger d'élimination.
 La candidate a été éliminée après sa deuxième fois en danger d'élimination.
 La candidate a été éliminée après sa troisième fois en danger d'élimination.
 La candidate a été éliminée lors du lip-sync final.

## Juges invités
Cités par ordre d'apparition :
- Elise Schaap, actrice néerlandaise ;
- Soundos El Ahmadi, actrice et humoriste néerlandaise ;
- Buddy Vedder, acteur néerlandais ;
- Freek Bartels, acteur néerlandais ;
- Alex Klaasen, acteur et chanteur néerlandais ;
- Merol, actrice et chanteuse néerlandaise ;
- Tina de Bruin, actrice néerlandaise ;
- Glennis Grace, chanteuse néerlandaise ;
- Envy Peru, gagnante de la première saison de Drag Race Holland.

### Invités spéciaux
Certains invités apparaissent dans les épisodes, mais ne font pas partie du panel de jurés.
Épisode 1
- Les candidates de la première saison de Drag Race Holland.

Épisode 2
- Alek, photographe néerlandais.

Épisode 3
- Elise Schaap, actrice néerlandaise.

Épisode 4
- Dusty Gersanowitz, drag queen néerlandaise.

Épisode 5
- Dolf Pasker et Gert Kasteel.

Épisode 6
- Catherine Keyl, présentatrice néerlandaise.

Épisode 7
- Ferry Doedens, acteur néerlandais.

Épisode 8
- Josephine Kay, rédactrice-en-chef de Cosmopolitan aux Pays-Bas ;
- Les candidates de la première saison de Drag Race Holland.